# El Andino
El Andino es un periódico chileno editado en la ciudad de Los Andes, en la Región de Valparaíso. Circula de lunes a viernes en las principales ciudades de la Provincia de Los Andes.
El matutino actualmente pertenece a la Sociedad Periodística El Andino Ltda., su director es Luis Ríos Muñoz y su representante legal es Yolanda Barbero Cerutti.
El diario fue fundado el 1 de septiembre de 1975, y actualmente es editado en formato tabloide. En su cabecera aparece la estatua del Cristo Redentor ubicada en la frontera chileno-argentina. En mayo de 2011 El Andino fue reconocido por la División Andina de Codelco como el "mejor medio de comunicación del valle del Aconcagua".